# ماري سكابس
ماري إليزابيث , ولدت في 6 أغسطس عاما 1948, تبلغ من العمر 72  , والمعروفة أيضا بأسم مالكا، وهي إسرائيلية , وامريكية , وشغلت منصب أستاذ علم الرياضيات وعميد كلية العلوم الدقيقة بجامعه بار إيلان , كما حصلت علي درجة الدكتوراه من جامعه هارفارد، وقد نشر في مجالات عديدة مها «نظرية التشوه، ونظرية المجموعة، ونظرية التمثيل», وهي أيضًا كاتبة، وقامت بتأليف العديد من الروايات تحت اسم مستعار راشيل بوميرانتز.

## النشأة والحياة الشخصية
ولدت ماري إليزابيث كرامر في 6 أغسطس عام 1948 في كليفلاند، أوهايو، بالولايات المتحدة.
ومن عام 1965 وحتي عام 1969 , تلقت تعليمها في كلية سوارثمور بولاية بنسلفانيا، وتخصصت إليزابيث في علم الرياضيات والفلسفة والتاريخ.
وتخرجت  بامتياز مع مرتبة الشرف في عام 1969 , ثم التحقت بجامعة هارفارد , لعمل الدراسات العليا، وحصلت علي درجة الماجيستير في الاداب عام 1971 , كما حصلت علي درجة الدكتوراه في الفلسفة عام 1972 .
وكان عنوان أطروحة الدكتوراه «التشوهات الغير فريدة من منحنيات الفضاء», وكان لها  مستشارين هما ديفيد مومفورد، وهايسوكي هيروناكا.
نشأت إليزلبيث في بيئة مسيحية، ثم أهتمت بدراسة الديانة اليهودية، وتحولت إليها رسميا في عام 1968 , وتزوجت من ديفيد سكابس، أستاذ الكلاسيكيات الذي كان يدرس أيضا للحصول علي الدكتوراه من جامعه هارفارد 
وشعر كلاهما بالتدريج  بالانجذاب إلي اليهودية، وبعد أن أكملو درجة الدكتوراه هاجرا إلي أسرائيل في عام 1972
أنجبت هي وزوجها طفلان، كانت هذه عائلة صغيرة وفقًا لمعايير الحريديم ، وقاموا بتربية أربعة أطفال آخرين بالتبني، وهم يعيشون في بني براك ، مدينة الحريديم بالقرب من تل أبيب.

## المهنة
كانت لديها بعض الخبرة التدريسية في جامعه هارفارد، وعملت كمساعد تدريس من عام 1971 وحتي عام 1972 , كما عملت محاضرة في مدرسة هافارد الصيفية لعام 1975
في عام 1972 بعد إنتقالها إلي إسرائيل تم تعيينها محاضرة في الرياضيات بجامعة تل أبيب، وفي عامها الثاني في إسرائيل حدثت حرب يوم الغفران: كان التغيير في اللغة والثقافة والتهديد لعائلتها الجديدة بمثابة صدمة.
وفي عام 1977 انتقلت إلي جامعة بار إيلان باعتبارها من كبار المحاضرين، وتم ترقيتها إلي أستاذ مشارك في 1991 , واستاذ كرسفي في عام 2006 , وكانت الأستاذة الوحيدة الحريدية، وأصبحت الآن أعلي امرأة حريدية مرتبة في الأوساط الأكاديمية الإسرائيلية، واستقالت من منصب العميد في عام 2015 , وتم تعينها أستاذا فخريا عند التقاعد في عام 2006